# سیارک ۱۹۴۵۲
سیارک ۱۹۴۵۲ (به انگلیسی: 19452 Keeney، نامگذاری:1998FX125) نوزده هزار و چهارصد و پنجاه و دومین سیارک کشف شده‌است که در ۳۱ مارس ۱۹۹۸ کشف شد.
قدر مطلق سیارک برابر ۱۴.۱ است.